# La Fontaine de Vaucluse
La Fontaine de Vaucluse – ou en anglais The Fountain of Vaucluse – est un tableau réalisé en 1841 par le peintre américain Thomas Cole. Cette huile sur toile est un paysage qui représente la Sorgue s'écoulant au pied du château de Vaucluse, non loin de la fontaine de Vaucluse, sur le territoire de la commune de Fontaine-de-Vaucluse, dans le département du Vaucluse. Depuis un don en 1992, l'œuvre est conservée au musée d'Art de Dallas, à Dallas, au Texas, dans le Sud des États-Unis.
Le château de Vaucluse représenté est en ruines à l'époque où le peintre le reconstitue visuellement.